# 1969年の自転車競技
1969年の自転車競技についてまとめる。

## 主なできごと
- エディ・メルクスがツール・ド・フランスに初参加し、同レース史上初（かつ、2010年現在唯一）となる、総合優勝、ポイント賞、山岳賞の3部門完全制覇を達成。
- 当年のジロ・デ・イタリアにおいて、第16ステージ終了後までマリア・ローザを堅持していたエディ・メルクスに、同ステージゴール地点となるサヴォーナで、フェンカムフェミン(Fencamfamine)の陽性反応が出たことから、翌第17ステージを待たずに、メルクスは帰郷を余儀なくされた。
- 当年のツール・ド・フランスより、トレードチーム別対抗戦形式が復活し、今日に至る。
- ジャック・アンクティルが引退。
- 第26回全国都道府県選抜競輪が8月29日より、甲子園競輪場で開催される予定だったが、周辺住民の同大会開催反対運動が激化したため、開催10日前になって中止となる。加えて同大会は、翌1970年度の開催地不決定を受け廃止された。また甲子園競輪場はその後、記念競輪（現在のGIII）の開催もできなくなった（記念開催は1985年になって漸く再開された）。
- 当年1月、美濃部亮吉・東京都知事の都営ギャンブル廃止表明を受け、後楽園競輪場での開催が半ば固定化されていた日本選手権競輪の同場開催が1968年をもって最後となり、当年度の同大会開催がなかなか決まらない事態となったが、1970年2月に一宮競輪場で行われることになったため、当年の同大会開催は見送られることになった。
- 高原永伍が全日本競輪王戦を制し、史上初となる特別競輪通算10回目の優勝を達成。

## 主な成績

### ロードレース
- ブエルタ・ア・エスパーニャ：4月23日〜5月11日
  - 総合優勝：ロジェ・パンジョン（ フランス、プジョー） 73時間18分45秒
  - ポイント賞：レイモン・ステーフマンス（ ベルギー）
  - 山岳賞：ルイス・オカーニャ（ スペイン）
- ジロ・デ・イタリア：5月16日〜6月8日
  - 総合優勝：フェリーチェ・ジモンディ（ イタリア、サルヴァラニ） 106時間47分03秒
  - ポイント賞：フランコ・ビトッシ（ イタリア）
  - 山岳賞：クラウディオ・ミケロット（ イタリア）
- ツール・ド・フランス：6月28日〜7月20日
  - 総合優勝：エディ・メルクス（ ベルギー、ファーマ） 116時間16分02秒
  - ポイント賞：エディ・メルクス（ ベルギー）
  - 山岳賞：エディ・メルクス（ ベルギー）
- 世界選手権・プロロードレース：8月10日、 ベルギー・ゾルダー
  - 優勝：ハーム・オッテンブロス（ オランダ） 6時間23分44秒
- ミラノ〜サンレモ：3月19日
  - 優勝：エディ・メルクス（ ベルギー）
- ロンド・ファン・フラーンデレン：3月30日
  - 優勝：エディ・メルクス（ ベルギー）
- パリ〜ルーベ：4月13日
  - 優勝：ワルテル・ホデフロート（ ベルギー）
- リエージュ〜バストーニュ〜リエージュ：4月22日
  - 優勝：エディ・メルクス（ ベルギー）
- ジロ・ディ・ロンバルディア：10月11日
  - 優勝：ジャン＝ピエール・モンセレ（ ベルギー）
- スーパープレスティージュ
  - 優勝：エディ・メルクス（ ベルギー）

### トラックレース

#### 競輪
- 秩父宮妃賜杯競輪：決勝日・2月25日 西武園競輪場
  - 優勝：中川茂一（大阪）
- オールスター競輪：決勝日：5月6日 岸和田競輪場
  - 優勝：田中博（群馬）
- 高松宮賜杯競輪：決勝日・6月10日 大津びわこ競輪場
  - 優勝：高原永伍（神奈川）
- 競輪祭：競輪王戦決勝日・11月24日、新人王戦決勝日・11月18日 小倉競輪場
  - 全日本競輪王戦優勝：高原永伍（神奈川）
  - 全日本新人王戦優勝：班目秀雄（福島）
- 賞金王：高原永伍（神奈川） - 17,899,460円

### シクロクロス
- 世界選手権自転車競技大会：2月23日  西ドイツ・マークシュタット
  - プロ優勝：エリック・デ・フラミンク（ ベルギー）

## 誕生
- 1月14日 - 豊岡弘 ( 日本、競輪選手)
- 1月15日 - アンドレア・ノエ ( イタリア、ロードレース選手)
- 2月5日 - フレデリック・マニェ ( フランス、トラックレース選手)
- 4月6日 - 池尻浩一 ( 日本、競輪選手)
- 5月17日 - ホアン・リャネラス ( スペイン、トラックレース選手)
- 5月20日 - 高木隆弘 ( 日本、競輪選手)
- 5月31日 - 児玉広志 ( 日本、競輪選手)
- 6月2日 - イニィーゴ・クエスタ ( スペイン、ロードレース選手)
- 6月22日 - 出口眞浩 ( 日本、競輪選手)
- 8月13日 - 三宅伸 ( 日本、競輪選手)
- 8月15日 - 阿部良之 ( 日本、ロードレース選手)
- 10月14日 - 住田修 ( 日本、ロードレース選手)
- 11月9日 - 小嶋敬二 ( 日本、競輪選手)
- 12月13日 
  - 有坂直樹 ( 日本、競輪選手)
  - 安藤康洋 ( 日本、ロードレース&トラックレース選手)

## 死去
- 7月4日 - ジョルジュ・ロンス ( ベルギー、ロードレース選手、*1906年)
- 10月7日 - レオン・シウール ( ベルギー、ロードレース選手、*1888年)